# Година змаја
Година змаја је први студијски албум хрватског рок бенда Психомодо поп. Албум је издала дискографска кућа Југотон крајем 1988.

## Постава

### Психомодо поп
- Давор Гобац – вокал, гитара, дизајн
- Саша "Сале" Радуловић – акустична гитара, гитара и вокал
- Тигран "Тиги" Калебота – бубњеви
- Влатко "Брада" Ћавар – гитара, хармоника, пратећи вокал
- Смиљан "Шпарка" Парадиш – гитара, пратећи вокал
- Јуриј „Кузма“ Новоселић – саксофон, клавијатуре

### Додатни музичари
- Тони "Рожа" Марколини – синтисајзер, клавир (на нумерама 2 и 3)
- Луција Маринковић – пратећи вокал (на песмама 4, 5, 7, 9)
- Сузи Маринковић – пратећи вокал (на нумерама 4, 5, 7, 9)
- Масимо Савић – пратећи вокал (на нумерама 6 и 10)
- Крешимир "Клема" Клеменчић – синтисајзер (на нумери 7)
- Горан Пирш – вокал (на нумери 7)
- Шиме "Копи" Копола – бубњеви, перкусије (на нумери 9)

### Остали
- Иван "Пико" Станчић – дизајн
- Драган "Сумо" Чачиновић - снимак
- Радислав "Гонзо" Јованов – дизајн, фотографија